# Brachystelma hirtellum
Brachystelma hirtellum là một loài thực vật có hoa trong họ La bố ma. Loài này được Weim. mô tả khoa học đầu tiên năm 1935.